# Hans Jacob Chierlin
Hans Jacob Chierlin, född 13 maj 1745 i Mjölby församling, Östergötlands län, död 4 januari 1825 i Spånga församling, var en svensk militär och amatörmusiker.

## Biografi
Hans Jacob Chierlin föddes 1745 på Östra Eldslösa i Mjölby församling. Chierlin var överstelöjtnant vid Svea artilleriregemente och fälttygmästare, samt medlem av Utile Dulci. Han invaldes den 27 mars 1773 som ledamot nr 57 av Kungliga Musikaliska Akademien och var akademiens preses 1793–1797. Hans Jacob Chierlin var bror till Samuel Johan Chierlin och Lars Anders Chierlin. Chierlin avled 1825 på Råsta i Spånga församling.

### Familj
Chierlin gifte sig 20 april 1793 på Lagmansholm med stiftsjungfrun Fredrika Johanna Hierta (1765–1835), dotter av generalmajoren Carl Hierta och Maria Charlotta von Plomgren. De fick tillsammans dottern Catharina Charlotta Chierlin (1794–1820) som var gift med majoren Daniel Wulfcrona vid adelsfaneregementet.